# Lumigny-Nesles-Ormeaux
Lumigny-Nesles-Ormeaux – miejscowość i gmina we Francji, w regionie Île-de-France, w departamencie Sekwana i Marna.
Według danych na rok 1990 gminę zamieszkiwało 1178 osób, a gęstość zaludnienia wynosiła 32 osób/km² (wśród 1287 gmin regionu Île-de-France Lumigny-Nesles-Ormeaux plasuje się na 593. miejscu pod względem liczby ludności, natomiast pod względem powierzchni na miejscu 9.).